# Pedro Costa (futsal)
Pour les articles homonymes, voir Costa.
Pedro Alexandre da Silva da Costa plus couramment appelé Pedro Costa ou encore Costinha lorsqu'il évoluait au Benfica, (né le 18 décembre 1978 à São Sebastião da Pedreira au Portugal) est un joueur portugais de futsal, qui évoluait au poste de défenseur, avant de devenir ensuite entraîneur de l'équipe japonaise du Nagoya Oceans.

## Biographie

### Le joueur
Natif de São Sebastião da Pedreira, dans la banlieue de Lisbonne, il commence à jouer au futsal à l'União e Progresso da Venda Nova, puis au sein du Grupo Cultural Desportivo Del Negro avant de rejoindre les jeunes du Sporting CP en 1994. Lors de la saison 1995-96, à l'âge de 18 ans, il commence à jouer avec l'équipe première, il remporte avec "les lions" deux titres.
Il passe ensuite une saison an à l'AR Freixieiro, aidant le club à conquérir son seul titre de champion.
Par la suite il rejoint les rangs du Benfica.

## Palmarès

### Joueur

#### Avec leNagoya Oceans
- Vainqueur du Championnat des clubs de futsal de l'AFC en 2011, 2014 et 2016
- Champion du Japon de futsal en 2010-2011, 2011-2012, 2012-2013, 2013-2014, 2014-2015 et 2015-2016

#### Avec leBenfica
- Vainqueur de la Coupe de futsal de l'UEFA en 2010
- Champion du Portugal de futsal en 2002-2003, 2004-2005, 2006-2007, 2007-2008 et 2008-2009
- Vainqueur de la Coupe du Portugal de futsal  en 2003, 2005, 2007 et 2009
- Vainqueur de la Supercoupe du Portugal de futsal  en 2003, 2004, 2007, 2009 et 2010
- Finaliste de la Coupe de futsal de l'UEFA, en 2004
- Vice-champion du Portugal de futsal en 2003-2004, 2009-2010 et 2010-2011
- Finaliste de la Coupe du Portugal de futsal en 2010 et 2011
- Finaliste de la Supercoupe du Portugal de futsal en 2005 et 2009

#### Avec l'AR Freixieiro
- Champion du Portugal de futsal en 2001-2002

#### Avec leSporting CP
- Champion du Portugal de futsal en 1998-1999 et 2000-2001
- Vainqueur de la Supercoupe du Portugal de futsal en 2001
- Vice-champion  du Portugal de futsal en 1995-1996, 1997-1998 et 1999-2000

#### Avec l'Équipe du Portugal de futsal
- Finaliste du Championnat d'Europe de futsal  en 2010

### Entraîneur

#### Avec leNagoya Oceans
- Champion du Japon de futsal en 2017-2018